# Bechhausen (Leichlingen)
Bechhausen ist eine aus einer Rittergut hervorgegangene Ortslage des Höhendorfs Witzhelden in Leichlingen (Rheinland) im Rheinisch-Bergischen Kreis.

## Lage und Beschreibung
Bechhausen liegt nordwestlich vom Witzheldener Ortskern, ist aber seit Ende des 20. Jahrhunderts in der mittlerweile geschlossenen Wohnbebauung zwischen dem Kernort und Flamerscheid aufgegangen und nicht auf den ersten Blick als eigenständiger Wohnplatz erkennbar. Weitere Nachbarorte sind Claasholz, Oberbüscherhof, Herscheid, Orth, Wolfstall, Scharweg, Sieferhof, Nüsenhöfen, Brachhausen, Meie, Altenbach, Feld und Krähwinkel.
In Bechhausen entspringt der Weltersbach, der im Oberlauf Kräwinkeler Bach genannt wird.

## Geschichte
Der Ort wurde erstmals im Jahr 1457 als Bickhausen urkundlich erwähnt. beke, bick sind mnd. Formen von Bach, siehe Gewässernamen auf -bach.
Bechhausen war ein Rittergut und zählt als Keimzelle des Höhendorfs Witzhelden. Dieses besaß ein von einem Wassergraben umschlossene Wasserburg, einem Gräftenhof, das im Besitz des bergischen Ministrialadelshauses Quadt war. Im 15. Jahrhundert war das Hofgut im Besitz der Edlen von Diepental, kam aber durch Heirat in den Besitz der Adelsfamilie Sülzen, nach 1433 für mehrere Generationen in die der Adelsfamilie Huicking. 1672 wurde die Wasserburg im Rahmen der Reunionskriege von französischen Soldaten gestürmt und der Hausherr Heinrich Kraft von Huicking getötet. Um die finanziellen Folgen zu handhaben, wurde das Hofgut 1673 mit 200 Reichstalern beliehen. Im 18. Jahrhundert brannte die Wasserburg ab. Heute ist nur noch das 1720 erbaute neue Gutshaus erhalten.
Im 18. Jahrhundert gehörte der Ort zum Kirchspiel Witzhelden im bergischen Amt Miselohe. Die Topographische Aufnahme der Rheinlande von 1824 und die Preußische Uraufnahme von 1844 verzeichnen den Ort als Bechhaus bzw. Bechhausen. 1815/16 lebten 58 Einwohner im Ort. 1832 gehörte Bechhausen dem Kirchspiel Witzhelden der Bürgermeisterei Burscheid an. Der laut der Statistik und Topographie des Regierungsbezirks Düsseldorf als Dorfschaft kategorisierte Ort besaß zu dieser Zeit 13 Wohnhäuser und 28 landwirtschaftliche Gebäude. Zu dieser Zeit lebten 63 Einwohner im Ort, davon fünf katholischen und 58 evangelischen Glaubens.
Aufgrund der Gemeindeordnung für die Rheinprovinz erhielt 1845 das Kirchspiel Witzhelden den Status einer Gemeinde, schied aus der Bürgermeisterei Burscheid aus und bildete ab 1850 eine eigene Bürgermeisterei. Im Gemeindelexikon für die Provinz Rheinland werden 1885 zwölf Wohnhäuser mit 48 Einwohnern angegeben. 1895 besitzt der Ort zwölf Wohnhäuser mit 51 Einwohnern, 1905 14 Wohnhäuser und 63 Einwohner.
Am 1. Januar 1975 wurde die Gemeinde Witzhelden mit Bechhausen in Leichlingen eingemeindet.